# 永谷暢章
永谷 暢章（ながたに のぶあき、1997年4月15日 - ）は、愛知県名古屋市出身の元社会人野球選手。

## 経歴
小学校3年生から地元の少年野球チーム「旭丘スカイシャークス」で捕手として野球を始め、小学校5年生から投手に転向する。中学時代は「愛知瀬戸ボーイズ」に所属し、3年次には第43回日本少年野球選手権大会、ジャイアンツカップに出場を果たし共にベスト4となった。また10月に愛媛県で開催されたU-15アジア選手権に選出され、小笠原慎之介、廣岡大志らと共に主にクローザーとしてチームに貢献しアジアNO.1に輝いた。
高校は20校以上の全国の多くの強豪校から誘いがあった中、履正社高等学校に進学。1年夏からベンチ入りし、1年秋の大阪府大会準々決勝の初芝立命館戦で公式戦初先発。2年春には第86回選抜高等学校野球大会にて準優勝を果たし、自身は4試合に登板し、計18イニング、奪三振21、防御率3.50という成績を残す。 3年時には複数のプロ球団スカウトが注目しドラフト候補にも名を連ねたが、プロ志望届は提出せずに高校卒業後はJR東日本へ入社した。高校時代の1年後輩に寺島成輝、山口裕次郎、2年後輩に安田尚憲がいる。

### JR東日本所属時代
入社1年目から公式戦に登板するなど、主に在籍時代はリリーフとして活躍した。
また2016年にメキシコで開催されたU-23ワールドカップに選出され3試合に登板し、計3.1イニングを無失点に抑えた。
2021年限りでチームを退部し現役を引退した。

### JR東日本退社後
現役引退後は、TikTokerとしても活動していた。
2022年4月より、大阪市内のオーダースーツ店の代表に就任し、更にパーソナルトレーナーとしても事業を展開している。
2022年末にオーダースーツ店の代表退任と、パーソナルトレーナー業の廃業を発表。
2023年より、大阪のエースファクトリーベースボールクラブに所属、広報を務める。

## 選手としての特徴
最速150キロを超えるストレートを武器にカーブ、スライダー、フォーク、ツーシームを投げる。
クイックタイムは1.13〜1.26。
クイックモーションから角度のある直球を投げ込む。
コントロールはまずまずで、四球を出すシーンは少ない。
主にリリーフやショートイニングでの登板機会が多く、ピンチやワンポイントでの起用もこなす。

## 球歴
- 2012年　世界少年野球大会日本代表
- 2012年　U-15アジアチャレンジマッチ日本代表
- 2012年　ボーイズリーグ愛知県西支部選抜
- 2014年　第86回選抜高等学校野球大会準優勝
- 2016年　WBSC U-23ワールドカップ日本代表
- 2018年　第89回都市対抗野球大会ベスト4